# Jarosław Czubiński
Jarosław Czubiński (ur. 25 października 1960 we Wrocławiu) – polski radca prawny, dyplomata i urzędnik. Konsul Generalny w Królewcu (2002–2008), Dyrektor Generalny Służby Zagranicznej (2010–2012) oraz ambasador na Litwie (2013–2017).

## Życiorys
W 1984 ukończył studia na Wydziale Prawa i Administracji Uniwersytetu Warszawskiego ze specjalnością prawo międzynarodowe publiczne. Po ukończeniu studiów odbył aplikację sędziowską w Sądzie Okręgowym w Warszawie, zdał egzaminy sędziowski i radcowski.
W 1984 odbył staż zawodowy w Instytucie Problematyki Przestępczości. 1 stycznia 1985 podjął pracę w Ministerstwie Spraw Zagranicznych jako aplikant. Do 1990 pracował w Departamencie Prawno-Traktatowym, gdzie pełnił funkcję m.in. radcy prawnego. W latach 1990–1995 był zatrudniony w Konsulacie Generalnym, a po przekształceniu w Ambasadzie w Mińsku na stanowiskach attaché, wicekonsula oraz II sekretarza.
Po powrocie do kraju był doradcą ministra oraz pełniącym obowiązku kierownika Wydziału Prawno-Konsularnego w Departamencie Konsularnym i Wychodźstwa MSZ. W 1997 został naczelnikiem Wydziału Opieki Konsularnej, a rok później wicedyrektorem Departamentu Konsularnego. W latach 1998–2002 pełnił obowiązki dyrektora tegoż Departamentu, a po reorganizacji – Departamentu Konsularnego i Polonii.
Od 2002 do 2008 pracował na stanowisku Konsula Generalnego RP w Królewcu. W uznaniu zasług we wdrażaniu nowych rozwiązań w służbie dyplomatyczno-konsularnej w 2004 Minister Spraw Zagranicznych wyróżnił Czubińskiego tytułem konsula roku. 8 października 2008 został pierwszą osobą uhonorowaną tytułem „Za zasługi dla Powiatu Kętrzyńskiego”. Po powrocie do Polski objął funkcję szefa Departamentu Konsularnego i Polonii (później Departamentu Konsularnego). W latach 2010–2012 pełnił funkcję Dyrektora Generalnego Służby Zagranicznej.
19 czerwca 2013 został mianowany Ambasadorem RP w Republice Litewskiej, listy uwierzytelniające wręczył 17 lipca tego samego roku. Misję zakończył 31 maja 2017. 14 grudnia 2023 został p.o. dyrektora, a 1 lutego 2024 do maja 2025 był dyrektorem Biura Prawnego i Zarządzania Zgodnością MSZ (po zmianie nazwy w sierpniu 2024 – Biura Prawnego). W czerwcu 2025 został dyrektorem Biura Kontroli, Audytu i Ewaluacji MSZ.
Żonaty, ojciec dwóch córek. Zna języki angielski i rosyjski.